# Icius desertorum
Icius desertorum är en spindelart som beskrevs av Simon 1901. Icius desertorum ingår i släktet Icius och familjen hoppspindlar. Inga underarter finns listade i Catalogue of Life.